# Musées des Beaux-Arts de San Francisco

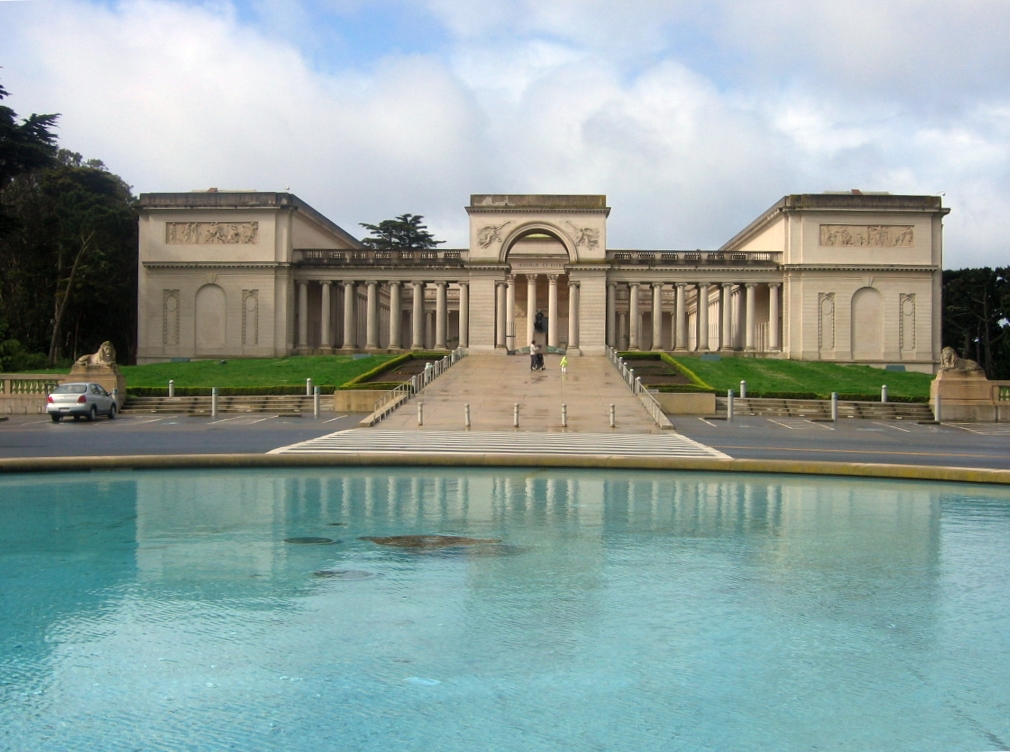
Le California Palace of the Legion of Honor
dans Lincoln Park.

Le musée des Beaux-Arts de San Francisco, en anglais, Fine Arts Museums of San Francisco, comprend deux établissements : le San Francisco De Young Museum dans le parc du Golden Gate ; le California Palace of the Legion of Honor dans Lincoln Park. Il s'agit de la plus grande institution d'arts de la ville de San Francisco et de l'un des plus grands musées de Californie.

## Œuvres conservées au musée des Beaux-Arts de San Francisco

### Peinture
- Georges de La Tour, Vieillard, vers 1618-1619 ;
- Georges de La Tour, Vieille Femme, vers 1618-1619 ;
- Nicolas de Largillierre, Portrait d’Adam Frans van der Meulen, 1680 ;
- Antoine Watteau, La Partie carrée, vers 1713 ;
- Geneviève Brossard de Beaulieu, Portrait du comte Jean-François de Galaup de La Pérouse, 1778 ;
- Auguste Renoir, Madame Clémentine Stora en costume algérien, 1870 ;
- Georges Seurat, La Tour Eiffel, 1889 ;
- Claude Monet, Le Grand Canal, 1908 ;
- Claude Monet, Les Nymphéas, 1914.

### Sculpture
- Auguste Rodin, L'Âge d'airain, 1875 ;
- Auguste Rodin, Le Baiser, 1884 ;